# Видиш Іван Ілліч
Іван Ілліч Видиш (1903—1964) — радянський метробудівник, генерал-директор шляхів та будівництва 3 рангу, лауреат Сталінської премії.
Народився в 1903 році у Катеринодарі (наразі Краснодар).
Закінчив будівельний факультет Харківського технологічного інституту.
З 1931 року працював на московському метробуді: старший інженер, начальник ПТО, заступник начальника шахти № 79 по технічній частині, з лютого 1938 року начальник шахти «завод ім. Сталіна — Павелецька».
У 1942—1943 роках керував будівництвом тунелів в Закавказзі.
Після війни — головний інженер Ленметробуду, заступник начальника Гірничого управління.
З 1950 р. учасник ядерного проєкту, головний інженер будівництва підземного гірничо-хімічного комбінату на території Красноярського краю (Желєзногорськ).
Сталінська премія за 1950 рік — за розробку та впровадження механізованого щита для проходки тунелів.
Помер у 1964 році. Похований на Введенському кладовищі (1-а ділянка).

## Нагороди
- Сталінська премія (1950)
- орден Червоної Зірки (1945)
- орден «Знак Пошани» (1944)
- медаль «За трудову доблесть» (1939)